# Selenaria punctata
Selenaria punctata är en mossdjursart som beskrevs av Tenison Woods 1880. Selenaria punctata ingår i släktet Selenaria och familjen Selenariidae. Inga underarter finns listade i Catalogue of Life.